# 안승환 (작가)
안승환은 대한민국의 텔레비전 드라마 작가이자, 시나리오 작가이다. 

## 드라마
- 2025년 드라마 《파인》 ... 공동집필

## 영화
- 2010년 영화 《돌이킬 수 없는》 ... 각본